# Oberrheinausbau
Als Oberrheinausbau werden die zwischen 1928 und 1970 durchgeführten wasserbaulichen Arbeiten am Oberrhein zwischen Kembs und Straßburg bezeichnet.
Im Versailler Vertrag erhielt Frankreich 1919 das Recht die Wasserkräfte des Rheins entlang der Grenze zur Stromerzeugung und Wasserregulierung zu nutzen. Man baute von 1928 und 1959 den ca. 60 km langen Rheinseitenkanal von Kembs bis Breisach mit Staustufen und Stauwehren. Dadurch verkümmerte der Rhein in seinem Flussbett zu einem schmalen Rinnsal, der Auwald starb allmählich ab.
Um weitere Schäden zu vermeiden, wurde der weitere Ausbau des Rheins zwischen Breisach und Straßburg mit vier weiteren Staustufen in Schlingenlösung durchgeführt. Ein Teil des Rheinwassers wurde nun in eine Kanalschlingen parallel zum alten Flussbett zurückgeführt. Der Schifffahrtsweg verläuft also teilweise im Rhein selbst, teilweise im Kanal. Um den Wasserspiegel des Rheins wieder anzuheben, wurden Stauwehre sowie die Staustufen Gambsheim und Iffezheim gebaut.